# Хриз
Хриз (гр. Χρύσης) в древногръцката митология е жрец на Аполон. 
Служил е в град Хриз, близо до Троя. По време на Троянската война (преди действията описани от Омир в „Илиада“) Агамемнон взема дъщеря му Хризеида като военен трофей и когато Хриз се опитва да я откупи, той отказва да я освободи. Тогава разгневения Аполон праща мор в ахейската войска и Агамемнон е принуден да върне Хризеида.